# Torneo de Auckland 2012
El Torneo de Auckland 2012 fue un torneo de tenis jugado en cancha dura, perteneciente a la serie ATP World Tour 250, que se disputó en Auckland (Nueva Zelanda), en el ASB Tennis Centre desde el 9 al 14 de enero. Por parte de la WTA es un torneo de talla international que lleva por nombre ASB Clasic Open y es celebrado una semana antes que el masculino; en esta ocasión se celebró del 2 al 8 de enero.

## Campeones
- Individuales masculinos:  David Ferrer derrotó a  Olivier Rochus por 6-3, 6-4.

- Individuales femeninos:  Jie Zheng derrotó a  Flavia Pennetta por 6-2, 3-6, 2-0(retiro).

- Dobles masculinos:  Oliver Marach /  Alexander Peya derrotaron a  Frantisek Cermak /  Filip Polasek por 6-3, 6-2.

- Dobles femenino:  Andrea Hlavackova /  Lucie Hradecka derrotaron a  Flavia Pennetta /  Julia Goerges por 6-7(4-7), 6-2, [10-7].

## Cabezas de serie
Se muestra el número de ubicación, la ronda máxima alcanzada, el rival y el marcador. El torneo cuenta con 8 series

### Cabezas de serie (individuales masculinos)
| N.º | Jugador               | Ronda            | Rival                 | Marcador              |
| --- | --------------------- | ---------------- | --------------------- | --------------------- |
| 1.  | David Ferrer          | Campeón          | Oliver Rochus         | 6-3 6-4               |
| 2.  | Nicolás Almagro       | Cuartos de final | Philipp Kohlschreiber | 6-7(5-7) 4-6          |
| 3.  | Fernando Verdasco     | Semifinal        | David Ferrer          | 3-6 4-6               |
| 4.  | Juan Ignacio Chela    | Segunda ronda    | Benoît Paire          | 7-5 2-6 2-6           |
| 5.  | Kevin Anderson        | Primera ronda    | Adrian Mannarino      | 3-6 3-6               |
| 6.  | Thomaz Bellucci       | Segunda ronda    | Oliver Rochus         | 6-7(6-8) 7-5 6-7(5-7) |
| 7.  | Donald Young          | Primera ronda    | Alejandro Falla       | 6-4 3-6 3-6           |
| 8.  | Philipp Kohlschreiber | Semifinal        | Oliver Rochus         | 7-6(7-4) 1-6 4-6      |